# Roniéliton Pereira Santos
Roni (* 28. April 1977 in Aurora, Tocantins, eigentlich Roniéliton Pereira dos Santos) ist ein ehemaliger brasilianischer Fußballspieler.

## Karriere
In seiner Jugend spielte Roni zuletzt für den Vila Nova FC, ehe er 1996 vom Traditionsverein FC São Paulo entdeckt und verpflichtet wurde. Der Verein stand zu dieser Zeit jedoch finanziell sehr schlecht da und musste aus Sicherheitsgründen zeitweise sogar geschlossen werden. Nach nur wenigen Monaten wechselte Roni weiter zu Fluminense Rio de Janeiro, wo er 4 Saisons spielte. 2001 ging er dann erstmals ins Ausland zu Al-Hilal nach Saudi-Arabien. Bereits während der Saison kehrte er zu Fluminense zurück, um dort noch bis zum Ende der Saison 2002 zu spielen. Danach wechselte der Brasilianer nach Russland zu Rubin Kasan. Der Verein war in der Vorsaison von der zweiten in die erste russische Liga aufgestiegen. In seiner ersten Premjer-Liga-Saison schaffte der Verein einen überraschenden 3. Tabellenplatz und qualifizierte sich somit für den UEFA-Pokal. In der zweiten Saisonhälfte der Folgesaison wurde Roni an den Ligakonkurrenten Krylja Sowetow Samara ausgeliehen. Während der Saison 2005 kehrte der Brasilianer zurück in seine Heimat und unterschrieb beim Goiás EC. Am Ende erreichte der Verein mit dem 3. Tabellenplatz die bis heute beste Platzierung in der Vereinsgeschichte. 
Doch den Wandervogel Roni hielt es abermals nur wenige Monate bei seinem Verein und er wechselte innerhalb der nächsten Monate weiter zu Atlético Mineiro, Flamengo Rio de Janeiro und Cruzeiro Belo Horizonte. In der Saison 2008 spielte der brasilianische Mittelstürmer in der japanischen J. League. Dort zunächst beim Verein Yokohama F. Marinos und dann ab August bei Gamba Osaka. Mit letztgenanntem Verein gewann er neben dem Kaiserpokal auch die AFC Champions League und damit seinen ersten großen internationalen Titel. Nach diesen Erfolgen ging Roni wieder zurück nach Brasilien, wo er beim FC Santos spielte. Wieder blieb der Stürmer nur ein halbes Jahr bei seinem Verein und wechselte im Juli 2009 zu Fluminense Rio de Janeiro, für die er früher bereits zweimal aktiv war. Im Februar 2010 kehrte der Stürmer an den Ursprungsort seiner Karriere zurück und wechselte zum Vila Nova FC. In dessen Nachwuchsabteilung wurde er knapp 14 Jahre zuvor entdeckt. Mit der Männermannschaft seines Jugendvereins spielte er in der zweiten brasilianischen Liga, der Série B.

## Nationalmannschaft
Im Jahr 1999 bestritt Roni unter dem damaligen Nationaltrainer Vanderlei Luxemburgo insgesamt 5 Partien für die brasilianische Fußballnationalmannschaft und erzielte dabei 2 Tore. Er spielte beim FIFA-Konföderationen-Pokal 1999 mit Stars wie Dida, Emerson, Zé Roberto, Ronaldinho oder Serginho in einer Mannschaft. Beim Finalspiel gegen Mexiko wurde er in der Halbzeitpause eingewechselt und konnte bereits knapp zwei Minuten nach Wiederanpfiff den zwischenzeitlichen Ausgleich zum 2:2 erzielen. Am Ende gewann Mexiko mit 4:3.

## Erfolge
- Staatsmeisterschaft von Rio de Janeiro: 2002
- Staatsmeisterschaft von Goiás: 2006
- Kaiserpokal: 2008
- AFC Champions League: 2008